# والرین مددوف
شاهزاده والرین گریگوریویچ مَدَدوف (مَدَتوف) ؛ با نام اصلی رُستُم ماداتیان زاده ۱۷۸۲ - درگذشته ۴ سپتامبر ۱۸۲۹) شاهزاده ارمنی‌تبار روسی و سپهبد ارتش امپراتوری روسیه بود.

## حرفهٔ نظامی

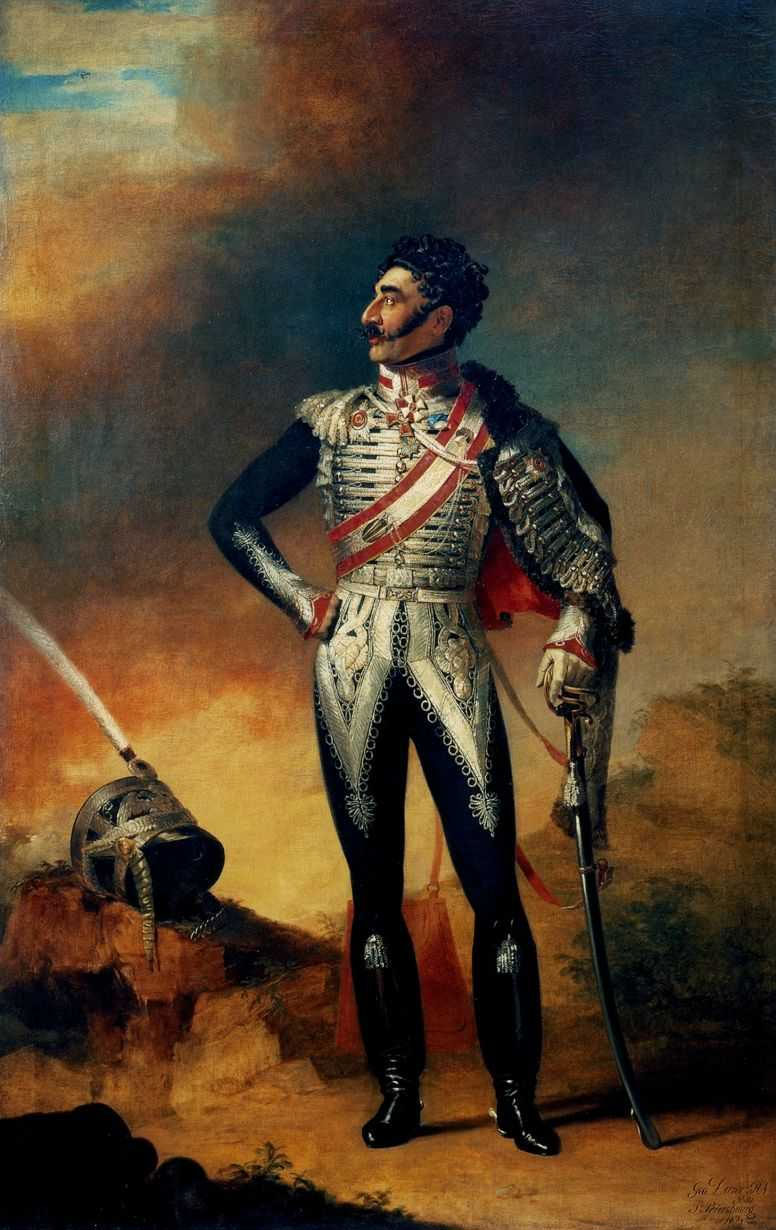
نقاشی از فرمانده والرین مددوف

به سال ۱۸۲۶ م. ایران به قره‌باغ حمله کرد، که نقطهٔ شروع جنگ ایران و روس (۱۸۲۶ تا ۱۸۲۸) بود. مددوف به تفلیس شتافت تا فرماندهی نیروهایی را بر عهده گیرد که موظف بود قوای ایران را عقب براند. قوای ۲٬۰۰۰ نفری مددوف لشکر تازه تأسیس ۱۰٬۰۰۰ نفری فرمانده ایرانی امیر خان سردار را در کنار رودخانه شمخور شکست داد و گنجه را در ۵ سپتامبر باز پس گرفت. با شنیدن خبری مبنی بر آن که ولیعهد ایران عباس میرزا از محاصرهٔ شوشی دست کشیده و به سمت گنجه در حرکت است، نیروهای بیشتری تحت فرماندهی ایوان پاسکویچ از راه رسیدند تا با همراهی قوای مددوف نیرویی به استعداد ۸٬۰۰۰ تن تحت فرماندهی پاسکویچ تشکیل دهند. آن‌ها در نزدیکی گنجه به نیروهای ایرانی رسیدند و آن‌ها را مجبور به عقب‌نشینی به آن سوی رود ارس نمودند.

## درگذشت
وی به علت بیماری تنفسی درگذشت و در گورستان تیخوین اکساندر نوسکی لاورا به خاک سپرده شد.